# Canale Bega

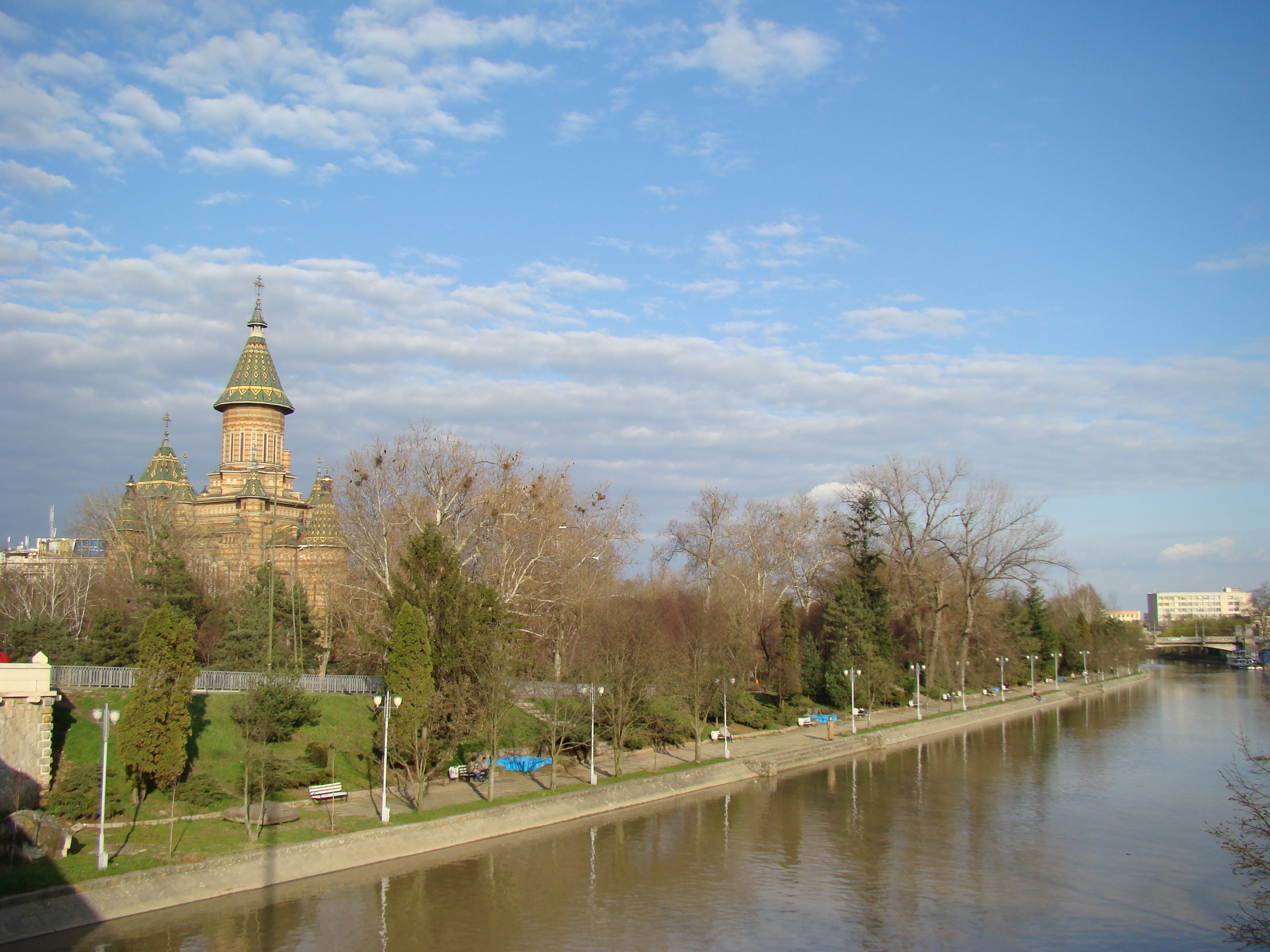
Canale Bega

Il canale Bega è il primo canale navigabile della Romania. La lunghezza navigabile complessiva era di 44 km nel territorio della Romania e 72 km nel territorio della Serbia. Attraversa la città di Timișoara. Attualmente non è navigabile.

## Storia
La canalizzazione del fiume Bega iniziò nel 1728 a monte di Timișoara, quando il conte Mercy ordinò lo scavo di un canale che contribuisse a proteggere dalle inondazioni i terreni dei dintorni di Timișoara. Nel 1759, l'ingegnere olandese Fremaut proseguì l'opera di canalizzazione realizzando dighe per regolarizzare il corso del Bega. Vennero così ridotti i rischi di inondazioni e soprattutto vennero risanati i terreni paludosi dei dintorni di Timișoara. In seguito il canale iniziò ad essere utilizzato per trasportare a Timișoara il legname dai boschi della zona di Faget.